# Прижим (приток Малого Сурмога)
Прижим — река в России, протекает в Соликамском районе Пермского края. Устье реки находится в 1,3 км по правому берегу реки Малый Сурмог. Длина реки составляет 10 км.
Исток реки в урочище Новая Деревня в отрогах Северного Урала в 29 км к юго-востоку от центра Соликамска. Река течёт на север, всё течение проходит по ненаселённому лесному массиву. Впадает в Малый Сурмог западнее посёлка Усть-Сурмог.

## Данные водного реестра
По данным государственного водного реестра России относится к Камскому бассейновому округу, водохозяйственный участок реки — Кама от водомерного поста у села Бондюг до города Березники, речной подбассейн реки — бассейны притоков Камы до впадения Белой. Речной бассейн реки — Кама.
По данным геоинформационной системы водохозяйственного районирования территории РФ, подготовленной Федеральным агентством водных ресурсов:
- Код водного объекта в государственном водном реестре — 10010100212111100005416
- Код по гидрологической изученности (ГИ) — 111100541
- Код бассейна — 10.01.01.002
- Номер тома по ГИ — 11
- Выпуск по ГИ — 1